# Murgeni
Murgeni város Vaslui megyében, Moldvában, Romániában.

## Fekvése
A megye délkeleti részén helyezkedik el.

## Történelem
Első írásos említése a XV. századból való, Sándor moldvai fejedelem idejéből, akkoriban a mai település helyén több falu osztozott: Murgeni, Bujorani, Hanaseni, Stiubei, Lungeni, Ilisoaia vagy Cercasa.
1466-ban a település egyharmada a Murgu bojárcsalád tulajdonába került.
1844-ben Alecu Sturza nagybojár a települést megszüntette, és egy újat alapított hasonló névvel, nem messze a régi falutól, az új településnek megadták a vásárok rendezésének a jogát.
1856-ban a település nagy része egy tűzvészben leégett.
Városi rangot 2004-ben kapott.

## Népesség
A lakosság etnikai összetétele a 2002-es népszámlálási adatok alapján:
- Románok: 6.627 (86,35%)
- Romák: 1.046 (13,63%)
- Németek: 1 (0,01%)

A lakosok 92,96%-a ortodox (7.134 lakos), a 6,78%-a pedig pünkösdista (521 lakos) vallású.

## Hírességek
- Nicolae Profiri - (1886-1967), mérnök, politikus, a Román Akadémia tagja
- Constantin Balmuș - (1898-1957), nyelvész, a klasszikus nyelvek szaktekintélye, a Román Akadémia tagja